# Rodeio
Rodeio là một đô thị thuộc bang Santa Catarina, Brasil. Đô thị này có diện tích 130,942 km², dân số năm 2007 là 10773 người, mật độ 85 người/km².